# Sébeville
Sébeville es una comuna francesa situada en el departamento de Mancha, de la región de Normandía.

## Historia
Fue comuna asociada de la comuna de Criqueville-au-Plain de 1972 a 1979.

## Demografía
| Gráfica de evolución demográfica de Sébeville entre 1800 y 2022 |
|                                                                 |

Los datos demográficos contemplados en este gráfico se han cogido de la página francesa EHESS/Cassini.